# ГЕС Фішерталь
ГЕС Фішерталь — гідроелектростанція на південному заході Швейцарії.
Розташована в одній із бічних долин верхньої Рони, станція Fieschertal використовує ресурс південного схилу Бернських Альп. При цьому вода з льодовика Фішер не накопичується у водосховищі, а через збірний тунель Белльвальд внутрішнім об'ємом 64 тис. м3 спрямовується прямо до машинного залу. Останній знаходиться в долині Фішерталь, на березі потоку Вайссвассер, водність якого під час активного танення льодовиків у літній період перевищує показник Рони, до якої він впадає.
Основне обладнання станції становлять дві турбіни типу Пелтон потужністю по 32 МВт, які при напорі у 520 метрів забезпечують річне виробництво на рівні 144 млн кВт·год.